# Kormesij di Bulgaria
Kormesij, Kormesios, Krumesis, Kormisoš o Cormesius (in bulgaro Кормесий?; ... – 738), fu il terzo sovrano bulgaro dal 718 al 724 o dal 714 al 721.

## Biografia
Il Nominalia dei khan bulgari contiene tracce di due registrazioni danneggiate tra quelle di Tervel e di Sevar, e il secondo di questi nomi persi è quello di Kormesij, generalmente tenuto in considerazione. Secondo quest'opera egli avrebbe regnato per 28 anni e fu un discendente della casa reale Dulo, cioè il successore immediato di Tervel. Il suo nome fu Cormes, Cormisius (secondo i cronisti occidentali) o anche Crumisius. 
È menzionato nelle cronache occidentali di Sigebert di Gembloux, che lo nomina esplicitamente come sovrano dei bulgari nel 727, e del monaco Alberico, che lo chiama "il terzo signore dei Bulgari" dopo Asparuch e Tervel. Viene menzionato anche dal cronista bizantino Teofane Confessore come assistente di Tervel quando concluse il trattato di pace con l'Impero bizantino nel 716, e partecipò persino alla guerra contro gli arabi nel 717-718 come comandante di grandi formazioni militari.
Il suo nome è riportato anche nelle iscrizioni che circondano il Cavaliere di Madara vicinon alla città bulgara di Šumen. Lì si legge che regnò per 28 anni, ma cronologicamente questo non è possibile. Pertanto, alcuni storici presumono che sia incluso il periodo in cui fu co-reggente con suo figlio Sevar. Jordan Valčev, d'altro canto, si affida a Teofane Confessore e presume che Kormesij fosse un co-reggente con suo padre Tervel, nella sua veste di canartakin. La parte conservata del testo del Cavaliere di Madara parla di contributi fiscali annuali in oro che Kormesij avrebbe ricevuto dal re. Sembra che durante il suo regno il trattato di pace fosse rinnovato. La fine dell'iscrizione parla della rottura dei rapporti e della cessione di un lago all'Impero bizantino. Durante il suo mandato non si registrarono azioni militari tra i due Paesi.
Secondo il calendario giuliano di Mosca Kormesij avrebbe regnato dal 715 al 721 e il periodo più lungo nel Nominalia dei khan bulgari avrebbe incluso un periodo di associazione con i suoi predecessori. Altri calendari collocano il suo regno dal 721 al 738 ma non coincidono con le date del Nominalia. Kormesij viene menzionato durante gli eventi che portarono al trattato di pace tra il 715 e il 717-la cronologia deve essere discussa dai nomi dell'imperatore Teodosio III e del patriarca coinvolti- per i quali la nostra unica fonte è il cronista bizantino Teofane Confessore. Secondo lui il trattato fu firmato da Kormesij come Khan dei Bulgari, in contrasto col fatto che lo scrittore implica altrove nell'opera che Tervel governava ancora la Bulgaria fino al 718/719. Quindi una delle due dichiarazioni di Teofane dev'essere sbagliata. Se così non fosse stato, allora avrebbe condiviso il trono con Tervel e avrebbe firmato il trattato per lui. Il nome di Kormesij è stato letto anche da alcuni studiosi nelle iscrizioni attorno al monumento del Cavaliere di Madara. La parte rimanente del testo quindi parlerebbe di un tributo annuale che ricevette dall'imperatore bizantino: in altre parole il trattato di pace sarebbe stato ristabilito durante il suo governo. La fine dell'opera menziona un peggioramento delle relazioni con l'Impero bizantino. Tuttavia questo fatto potrebbe riferirsi ai sovrani bulgari Kormisoš e Krum. Non è menzionato in altri contesti storici. Il fatto che non ci siano state guerre tra il Primo Impero bulgaro e l'Impero bizantino ci dice che abbia regnato la pace fino alla fine della sua leadership.
Il picco roccioso Kormesij sull'Isola Greenwich nelle Isole Shetland Meridionali in Antartide è intitolato a lui.